# سيمونزاند
سيمونزاند (تنطق بالهولندية: [ˈsimɔnsˌzɑnt]) is a مرتفع رملي بين جزيرتي سخيرمونيكوخ وروتوميربلات في هولندا. وتقع في بلدية إيمسموند بمقاطعة خرونينجن.